# Gelbkopfmuräne
Die Gelbkopfmuräne (Gymnothorax fimbriatus) lebt im tropischen Indopazifik von Madagaskar und Mauritius bis zu den Gesellschaftsinseln, nördlich bis zum südlichen Japan, im gesamten Mikronesien und südlich bis an die Küste von Queensland. Sie bewohnt vor allem Riffdächer und Außenriffe sowie Lagunen in Tiefen von 3 bis 50 Metern. Die Fische dringen auch in Hafenbecken und Flussmündungen vor. 

## Merkmale
Die Gelbkopfmuräne wird 80 bis 90 Zentimeter lang und ist kräftig gebaut. Kopf und Nacken sind gelblich, der übrige Körper schmutzigweiß mit schwarzen, länglichen oder runden, weit auseinander stehenden Flecken. Bei Jungtieren sind die Flecken proportional größer. Geschlechtsunterschiede sind nicht bekannt. Sie sind leicht mit anderen gelbköpfigen Muränen zu verwechseln. Bei der Gelbstirnmuräne (Gymnothorax rueppellii) ist allerdings meist nur die Stirn gelb, die Marmormuräne (Gymnothorax undulatus) hat ein helles Netzmuster auf dunklem Grund und nur manchmal einen gelben Kopf.

## Lebensweise
Gelbkopfmuränen sind Einzelgänger, leben aber oft mit kleineren Muränenarten, wie der Weißaugen-Muräne (Gymnothorax thrysoideus) zusammen. Sie sind wahrscheinlich nachtaktiv und ernähren sich von Fisch, Krebsen, Sepien und Kraken.